# Coleophora alcyonipennella
The Clover Case-bearer or Small Clover Case-bearer (Coleophora alcyonipennella) là một loài bướm đêm thuộc họ Coleophoridae. Nó là loài bản địa của châu Âu, miền nam Palearctic ecozone, Cận Đông và Bắc Phi. It is an introduced species in New Zealand và Úc, ở đó nó is now found from miền nam Queensland to Victoria, Nam Úc và Tasmania.
Sải cánh dài 12–14 mm. Con trưởng thành bay vào tháng 5 và tháng 6 và một lần nữa vào late tháng 7 và tháng 8 làm hai đợt in miền tây Europe. Adults feed on the nectar of clover flowers.
Ấu trùng ăn Trifolium repens và Trifolium fragiferum. They feed inside a case formed from a floret. Larvae have also been recorded on Medicago species.

## Hình ảnh

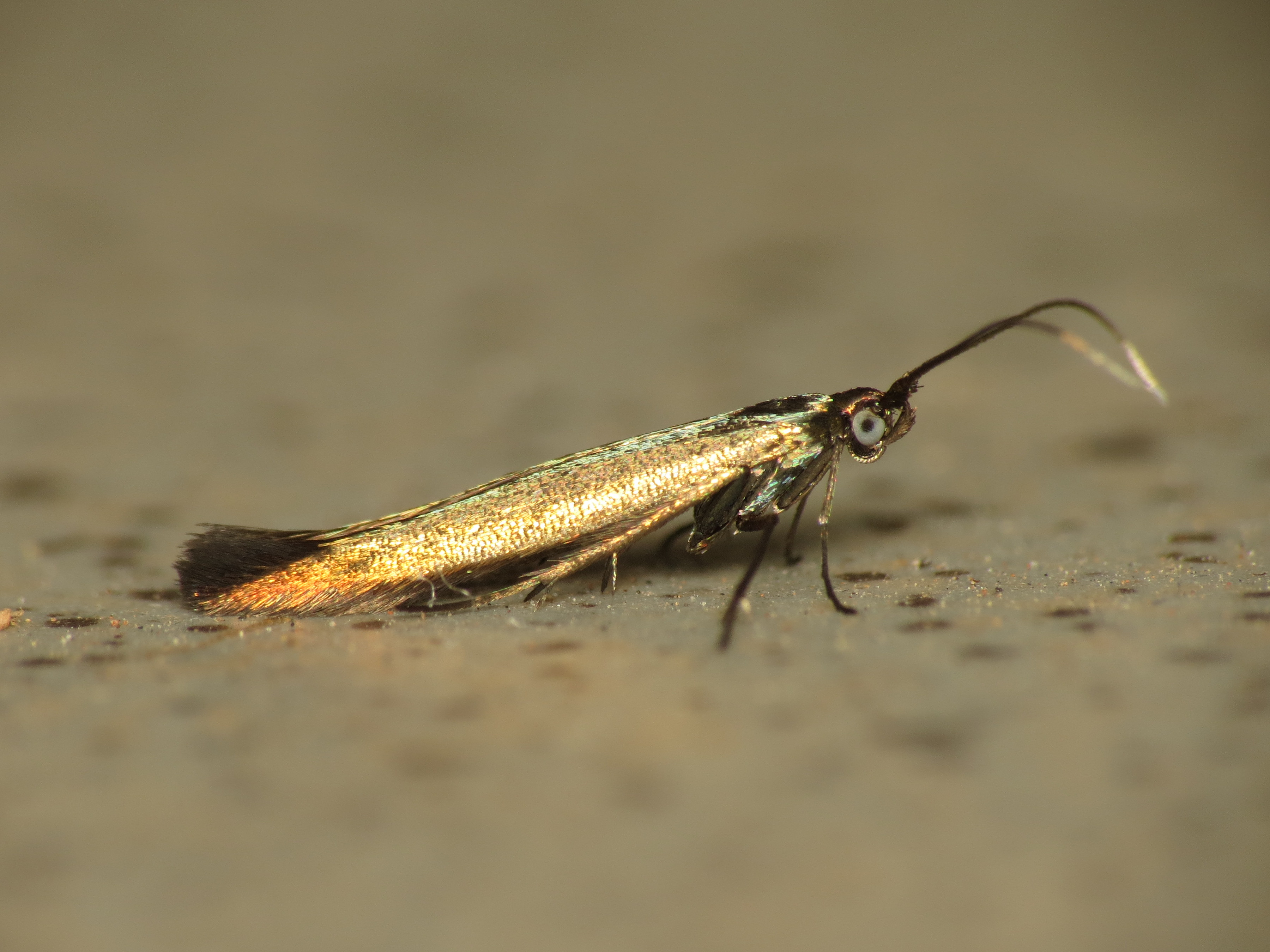